# 무로마치 막부 정이대장군
무로마치 막부 정이대장군은 무로마치 시대 일본의 무가정권인 무로마치 막부의 정이대장군을 말한다. 아시카카 가문이 이 직책을 독점하였다. 아래는 무로마치 막부의 역대 정이대장군들을 나열한 목록이다.

## 목록

### 쇼군 계보도
| 대수   | 초상화                               | 이름                           | 원호              | 임기 시작                                 | 임기 종료                               | 비고                                                             |
| ------ | ------------------------------------ | ------------------------------ | ----------------- | ----------------------------------------- | --------------------------------------- | ---------------------------------------------------------------- |
| 제1대  |                                      | 아시카가 다카우지 (足利尊氏)   | 도지인 (等持院)   | 겐무 5년 8월 11일 (1338년 9월 24일)       | 엔분 3년 4월 30일 (1358년 6월 7일)      |                                                                  |
| 제2대  |                                      | 아시카가 요시아키라 (足利義詮) | 호쿄인 (寶筐院)   | 엔분 3년 12월 8일 (1359년 1월 7일)        | 조지 6년 12월 7일 (1367년 12월 28일)    | 아시카가 다카우지의 아들.                                        |
| 제3대  |                                      | 아시카가 요시미쓰 (足利義滿)   | 로쿠온인 (鹿苑院) | 오안 원년 12월 30일 (1369년 2월 7일)      | 오에이 원년 12월 17일 (1395년 1월 8일)  | 아시카가 요시아키라의 아들. 중국에서 받은 시호는 공헌왕(恭獻王). |
| 제4대  |                                      | 아시카가 요시모치 (足利義持)   | 쇼죠인 (勝定院)   | 오에이 원년 12월 17일 (1395년 1월 8일)    | 오에이 30년 3월 18일 (1423년 4월 28일)  | 아시카가 요시미쓰의 아들.                                        |
| 제5대  |                                      | 아시카가 요시카즈 (足利義量)   | 조토쿠인 (長得院) | 오에이 30년 3월 18일 (1423년 4월 28일)    | 오에이 32년 2월 27일 (1425년 3월 16일)  | 아시카가 요시모치의 아들.                                        |
| 제6대  |                                      | 아시카가 요시노리 (足利義敎)   | 후코인 (普廣院)   | 쇼초 2년 3월 15일 (1429년 4월 18일)       | 가키쓰 원년 6월 24일 (1441년 7월 12일)  | 아시가카 요시모치의 동생.                                        |
| 제7대  |                                      | 아시카가 요시카쓰 (足利義勝)   | 게이운인 (慶雲院) | 가키쓰 2년 11월 7일 (1442년 12월 8일)     | 가키쓰 3년 7월 21일 (1443년 8월 16일)   | 아시카가 요시노리의 아들.                                        |
| 제8대  |                                      | 아시카가 요시마사 (足利義政)   | 지쇼인 (慈照院)   | 분안 6년 4월 29일 (1449년 5월 20일)       | 분메이 5년 12월 19일 (1474년 1월 6일)   | 아시카가 요시카쓰의 동생.                                        |
| 제9대  |                                      | 아시카가 요시히사 (足利義尙)   | 조토쿠인 (常德院) | 분메이 5년 12월 19일 (1474년 1월 6일)     | 조쿄 3년 3월 26일 (1489년 4월 26일)     | 아시카가 요시마사의 아들.                                        |
| 제10대 |                                      | 아시카가 요시타네 (足利義稙)   | 게이린인 (惠林院) | 엔토쿠 2년 7월 5일 (1490년 7월 21일)      | 메이오 2년 6월 29일 (1493년 8월 10일)   | 아시카가 요시히사의 사촌동생. 아시카가 요시마사의 양자.          |
| 제10대 | 에이쇼 5년 7월 1일 (1508년 7월 28일) | 아시카가 요시타네 (足利義稙)   | 게이린인 (惠林院) | 다이에이 원년 12월 25일 (1522년 1월 22일) |                                         | 아시카가 요시히사의 사촌동생. 아시카가 요시마사의 양자.          |
| 제11대 |                                      | 아시카가 요시즈미 (足利義澄)   | 호쥬인 (法住院)   | 메이오 3년 12월 27일 (1495년 1월 23일)    | 에이쇼 5년 4월 16일 (1508년 5월 15일)   | 아시카가 요시노리의 손자. 아시카가 요시마사의 양자.              |
| 제12대 |                                      | 아시카가 요시하루 (足利義晴)   | 반쇼인 (萬松院)   | 다이에이 원년 12월 25일 (1522년 1월 22일) | 덴분 15년 12월 20일 (1547년 1월 11일)   | 아시카가 요시즈미의 아들.                                        |
| 제13대 |                                      | 아시카가 요시테루 (足利義輝)   | 고겐인 (光源院)   | 덴분 15년 12월 20일 (1547년 1월 11일)     | 에이로쿠 8년 5월 19일 (1565년 6월 16일) | 아시카가 요시하루의 아들.                                        |
| 제14대 |                                      | 아시카가 요시히데 (足利義榮)   | 고토쿠인 (光德院) | 에이로쿠 11년 2월 8일 (1568년 3월 6일)    | 에이로쿠 11년 (1568년)                  | 아시카가 요시즈미의 손자.                                        |
| 제15대 |                                      | 아시카가 요시아키 (足利義昭)   | 레이요인 (靈陽院) | 에이로쿠 11년 10월 18일 (1568년 11월 6일) | 덴쇼 16년 1월 13일 (1588년 2월 9일)     | 아시카가 요시테루의 동생.                                        |

### 가계도
```
제1대 
다카우지
 ┬ 제2대 
요시아키라
 ─ 제3대 
요시미쓰
 ┬ 제4대 
요시모치
 ─ 제5대 
요시카즈

               └ 모토우지                           └ 제6대 
요시노리
 ┬ 제7대 
요시카쓰

                                                                       ├ 제8대 
요시마사
 ─ 제9대 
요시히사

                                                                       ├ 요시미 ─ 제10대 
요시타네

                                                                       └ 마사토모 ─ 제11대 
요시즈미
 ┬ 제12대 
요시하루
 ┬ 제13대 
요시테루

                                                                                                      │                 └ 제15대 
요시아키

                                                                                                      └ 요시쓰나 ─ 제14대 
요시히데
```

## 같이 보기
- 무로마치 막부
- 정이대장군